# Provincia di Matanzas
Matanzas è una provincia cubana che include la penisola di Varadero, con i suoi 20 km di spiaggia a nord e la Baia dei Porci a sud (dove vi fu lo sbarco degli statunitensi nell'aprile del 1961).
La provincia di Matanzas conta 675 980 abitanti (2004) su una superficie di 11802,72 km², che ne fa la seconda più grande provincia dell'isola.
Il capoluogo Matanzas è il centro culturale, economico e industriale della provincia; tre le zone di interesse: quella intorno a Plaza dela Vjgia, con il ponte di ferro battuto testimone della rivoluzione industriale cubana, quella intorno al Parque Central e il lungomare che, per tutta la sua lunghezza, conta migliaia di affissioni rivoluzionarie.
Per la città si possono notare numerosi autobus ATM, probabilmente inviati a seguito di spedizioni umanitarie.
Nel resto della provincia, nella penisola di Zapata, che dà a sud-ovest, il suolo è completamente paludoso; questa zona è importante per l'allevamento di coccodrilli.

## Comuni
La Provincia di Matanzas è suddivisa in 14 comuni.
| Comune            | Popolazione (2004) | Superficie (km²) | Localizzazione          | Note        |
| ----------------- | ------------------ | ---------------- | ----------------------- | ----------- |
| Calimete          | 29736              | 958              | 22.533889°N 80.909722°W |             |
| Cárdenas          | 103087             | 566              | 23.042778°N 81.203611°W |             |
| Ciénaga de Zapata | 8750               | 4320             | 22.288056°N 81.1975°W   | Playa Larga |
| Colón             | 71579              | 597              | 22.7225°N 80.906389°W   |             |
| Jagüey Grande     | 57771              | 882              | 22.529444°N 81.1325°W   |             |
| Jovellanos        | 58685              | 505              | 22.810556°N 81.197778°W |             |
| Limonar           | 25421              | 449              | 22.956111°N 81.408611°W |             |
| Los Arabos        | 25702              | 762              | 22.74°N 80.715833°W     |             |
| Martí             | 23475              | 1070             | 22.9525°N 80.916667°W   |             |
| Matanzas          | 143706             | 317              | 23.051389°N 81.575°W    | Capoluogo   |
| Pedro Betancourt  | 32218              | 388              | 22.730556°N 81.290833°W |             |
| Perico            | 31147              | 278              | 22.775278°N 81.015°W    |             |
| Unión de Reyes    | 40022              | 856              | 22.800556°N 81.536944°W |             |
| Varadero          | 24681              | 32               | 23.139722°N 81.286111°W |             |